# Née-Nah
Née-Nah è un singolo del rapper britannico 21 Savage, del rapper statunitense Travis Scott e del produttore discografico statunitense Metro Boomin, pubblicato il 22 marzo 2024 come terzo estratto dal sesto album in studio di 21 Savage American Dream.

## Descrizione
Il brano è stato scritto dai tre artisti insieme a Douglas Whitehead e prodotto da Metro Boomin e contiene campionamenti di About Her di Malcolm McLaren e I Love You di Lenny Williams.

## Accoglienza
Matthew Richie di Pitchfork ha lodato la collaborazione con Travis Scott nel brano, definendo quest'ultimo uno delle "appendici vestigiali" dell'album di 21 Savage, così come Mosi Reeves di Rolling Stone, che ha descritto Scott come "uno dei nomi conosciuti ad apparire nel progetto".

## Classifiche
| Classifiche (2024)  | Posizione massima |
| ------------------- | ----------------- |
| Australia           | 34                |
| Austria             | 27                |
| Canada              | 8                 |
| Emirati Arabi Uniti | 14                |
| Francia             | 108               |
| Irlanda             | 27                |
| Italia              | 82                |
| Lettonia            | 5                 |
| Lituania            | 12                |
| Lussemburgo         | 22                |
| Norvegia            | 31                |
| Nuova Zelanda       | 23                |
| Paesi Bassi         | 49                |
| Polonia             | 38                |
| Portogallo          | 51                |
| Regno Unito         | 23                |
| Repubblica Ceca     | 68                |
| Slovacchia          | 17                |
| Stati Uniti         | 10                |
| Svezia              | 81                |
| Svizzera            | 12                |